# Thure Cederström (sjömilitär)
Fredrik Thure Cederström, född 20 juli 1808 i Karlskrona, Blekinge län, död den 22 januari 1886 i Uppsala församling, Uppsala län, var en svensk friherre och sjömilitär.

## Biografi
Thure Cederström föddes 1808 i Karlskrona. Han var son till generalamiralen greven Olof Rudolf Cederström och grevinnan Charlotta Catharina Wrangel af Sauss. Cederström blev sekundlöjtnant vid flottan 11 maj 1826. Efter anställning i engelsk örlogstjänst från 1 maj 1831 till 4 juli 1832 blev han premiärlöjtnant 29 maj sistnämnda år, kaptenlöjtnant 10 mars 1840 och kapten 29 juni 1852.
Cederström var kavaljer hos hertigen av Östergötland 1848–1852. Han befordrades till kommendörkapten 1858 och var kommendant i Karlskrona 1858–1868. Cederström blev kommendör vid flottans nya reservstat 1873. Han blev riddare av Svärdsorden 1854. Cederström vilar i en familjegrav på Funbo kyrkogård.

### Familj
Cederström gifte sig 8 juni 1852 med hovfröken Sigrid Sparre (1825–1910), dotter till generalmajoren friherren Sixten David Sparre och grevinnan Carolina Sofia Amalia Eleonora Lewenhaupt. De fick tillsammans barnen kammarherren Rolf Cederström (1853–1933), trafikchefen Oskar Fredrik Cederström (1855–) och juristen Anton Cederström (1867–1932).